# Britney 2.0
Britney 2.0 je druhá epizoda čtvrté série amerického hudebního televizního seriálu Glee a v celkovém pořadí šedesátá osmá epizoda tohoto seriálu. Napsal ji Brad Falchuk, režíroval ji Alfonso Gomez-Rejon a poprvé se vysílala ve Spojených státech dne 20. září 2012 na televizním kanálu Fox. Jedná se o již druhou epizodu, která byla věnována jako pocta Britney Spears. V epizodě se objeví speciální hostující hvězda Kate Hudson v roli Cassandry July, Racheliny učitelky tance.

## Děj epizody

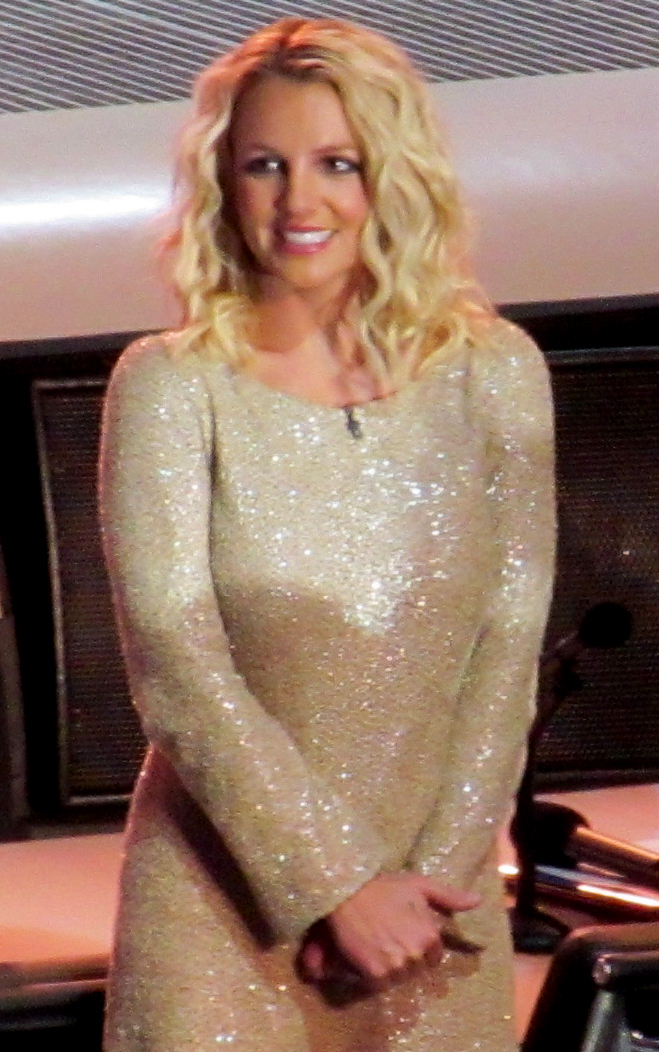
Toto je již druhá epizoda, která je věnována zpěvačce Britney Spears

V New Yorku si Rachel Berry (Lea Michele) a Kurt Hummel (Chris Colfer) pronajímají menší byt a společně se do něj nastěhují. Na Newyorské akademii dramatických umění (NYADA) je Rachel neustále ponižována svou učitelkou tance, Cassandrou July (Kate Hudson), která ji odmítne učit tango, protože si myslí, že Rachel postrádá sex appeal. Kurt odhaluje, že Cassandra kdysi byla na Broadwayi slibnou hvězdou, ale při prvním představení nezvládla nervy a vybouchla vzteky a nikdo jí zde nechtěl už nikdy zaměstnat.
Mezitím v Limě v Ohiu zpívá Brittany Pierce (Heather Morris) během roztleskávačského tréninku "Hold It Against Me" od Britney Spears. Přeruší ji ale trenérka Sue Sylvester (Jane Lynch), která ji kvůli jejím špatným známkám od roztleskávaček vyhazuje a na její místo dosazuje Kitty (Becca Tobin). Toto a ještě fakt, že na ní její přítelkyně Santana Lopez (Naya Rivera), studující na Univerzitě v Louisville, nemá čas, způsobí, že Brittany začne mít deprese. Školní výchovná poradkyně Emma Pillsbury (Jayma Mays) přesvědčí vedoucího sboru Willa Schuestera (Matthew Morrison), aby sbor New Directions opět zpíval písně od Britney Spears. Následně Artie Abrams (Kevin McHale) a Blaine Anderson (Darren Criss) vystoupí s mashupem písní od Britney Spears a Justina Biebera, "Boys" a "Boyfriend", věnovaný pro Brittany, která je opět Spears inspirována.
Nová členka Marley Rose (Melissa Benoist) se přizná Wadovi "Unique" Adamsovi (Alex Newell), že se jí líbí potížista Jake Puckerman (Jacob Artist), což je vede ke zpěvu písně "Womanizer", na konci které Jake pozve Marley na rande. Marley se s Jakem setkává na tribunách a během romantické chvilky zpívají mashup písní "U Drive Me Crazy" a "Crazy" od Aerosmith. Jake později uslyší dva studenty, kteří si utahují z Marley a její matky (Trisha Rae Stahl). Jake je konfrontuje, což vyústí ve rvačku. Will jejich bitku přeruší a odvádí Jaka do učebny pro sbor, kde se Jake setkává se svým nevlastním bratrem Noahem "Puckem" Puckermanem (Mark Salling), který nyní žije v Los Angeles. Puck se představí Jakovi a přesvědčuje ho, aby se přidal k New Directions, protože to v minulosti pomohlo i jemu samému.
V New Yorku Rachel požádá o pomoc svého kamaráda a staršího spolužíka z NYADY, Brodyho Westona (Dean Geyer). Aby dokázala Cassandře, že umí být sexy, tak vystupuje se smyslným ztvárněním písně "Oops!... I Did It Again", tato verze bohužel na Cassandru nezapůsobí. Rachel ji obviní, že nenávidí své studenty, protože mají šanci v šoubyznysu, zatímco ona tu svou promrhala, což vede k tomu, že rozzuřená Cassandra vyhazuje Rachel ze své třídy. Brody později Rachel uklidňuje a pokusí se jí políbit, ale ona to odmítá, protože je stále zamilovaná do Finna Hudsona (Cory Monteith). Brody souhlasí, že Rachelin vztah bude respektovat, ale přizná, že je do ní zamilovaný. Rachel se Cassandře omluví a ta jí dovolí vrátit se zpět do třídy. Cassandra ji poté vysvětlí, že šoubyznys je svět s mnoha krutými pravdami a chce, aby na to Rachel i její ostatní studenti byli připraveni, a proto je na své studenty tak tvrdá.
V Limě v Ohiu zpívají Tina Cohen-Chang (Jenna Ushkowitz), Sam Evans (Chord Overstreet) a Joe Hart (Samuel Larsen) akustickou verzi písně "3". Brittany se pokouší oholit si hlavu, ale zastaví ji Will. Předtím ještě na chodbě zmlátí školního reportéra Jacoba Bena Israela (Josh Sussman), který ji před tím lehce popichoval. Členové New Directions ji chtějí povzbudit, a proto ji navrhnou, aby na školním shromáždění zpívala sólo. Brittany namítá, že nemá dostatečně silný hlas a navrhuje, aby všichni zpívali na playback, což sboristé ze začátku zavrhují, ale nakonec se nechají přemluvit. New Directions zpívají na školním shromáždění "Gimme More", ale představení naprosto ztroskotá, díky nedostatku Brittaniny motivace a všichni studenti poznají, že celou dobu zpívala na playback. Z pískotem je vyhazují z jeviště a rozzlobený Will jim to vyčte v učebně sboru. Sam později pozve Brittany, aby se s ním setkala v posluchárně, kde Brittany přizná, že vystoupení zkazila, aby mohla mít více efektivní comeback a řekne mu, že jí chybí Santana. Sam řekne Brittany, že bude jejím kamarádem. Brittany se později zeptá Sue, zda by ji opět mohla přijmout k roztleskávačkám a dokazuje to svým zlepšením známek. Sue souhlasí pod podmínkou, že se její známky budou neustále zlepšovat, aby mohla odmaturovat.
Následující den Jake řekne Marley, že se přidává k New Directions a v současné době chodí s Kitty. Jake se přidává ke sboru a rozzlobená Marley v posluchárně zpívá "Everytime". Během písně také vidíme Brittany, která je sama v ložnici a čeká na videohovor od Santany, která se jí stále neozývá a Rachel, která zamalovává Finnovo jméno, které napsala na zeď bytu.

## Seznam písní
- "Hold It Against Me"
- "Boys" / "Boyfriend"
- "Womanizer"
- "3"
- "(You Drive Me) Crazy" / "Crazy"
- "Oops!... I Did It Again"
- "Gimme More"
- "Everytime"

## Hrají
| Chris Colfer      | Kurt Hummel           |
| Darren Criss      | Blaine Anderson       |
| Jane Lynch        | Sue Sylvester         |
| Kevin McHale      | Artie Abrams          |
| Lea Michele       | Rachel Berry          |
| Cory Monteith     | Finn Hudson           |
| Heather Morris    | Brittany Pierce       |
| Matthew Morrison  | William Schuester     |
| Chord Overstreet  | Sam Evans             |
| Amber Riley       | Mercedes Jones        |
| Naya Rivera       | Santana Lopez         |
| Mark Salling      | Noah „Puck“ Puckerman |
| Harry Shum mladší | Mike Chang            |
| Jenna Ushkowitz   | Tina Cohen-Chang      |